# Angelika Szrubianiec
Angelika Szrubianiec (* 3. Januar 1984) ist eine ehemalige polnische Biathletin und EM-Silbermedaillengewinnerin mit der polnischen Junioren-Damen-Staffel 2004.

## Erfolge

### Biathlon Junioren-WM
| Jahr | Veranstaltungsort | EN | SP | PS | MS | RL |
| 2004 | Haute-Maurienne   | 52 | 48 | 48 |    | 6  |
| 2005 | Kontiolahti       | 29 | 13 | 21 |    | 8  |

### Biathlon Junioren-EM
| Jahr | Veranstaltungsort | IN | SP | PU | MS | RL |
| 2003 | Forni Avoltri     | 15 | 14 | 19 |    | 4  |
| 2004 | Minsk             | 15 | 11 | 17 |    | 2  |

IN – Einzelwettkampf, SP – Sprint, PU – Verfolgung, MS – Massenstart, RL – Staffel

## Quelle
- Profil IBU

| Personendaten    | Personendaten         |
| ---------------- | --------------------- |
| NAME             | Szrubianiec, Angelika |
| KURZBESCHREIBUNG | polnische Biathletin  |
| GEBURTSDATUM     | 3. Januar 1984        |
| GEBURTSORT       | Polen                 |